# Cahiers d'études germaniques

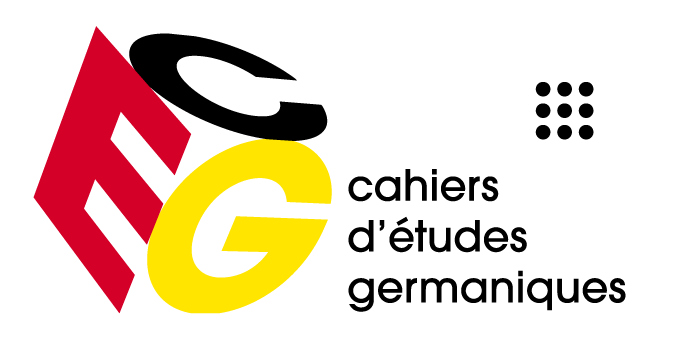
Logo de la revue Cahiers d'études germaniques

Les Cahiers d'études germaniques (CEG) sont la revue scientifique commune aux centres de recherches germanistes du Sud de la France : Échanges (Aix-Marseille Université), LCE (Université Lumière-Lyon-II), CREG (Université Paul-Valéry-Montpellier) et CREG (Université Toulouse-Jean-Jaurès).
Consacrée aux pays de langue allemande, la revue publie deux fois par an des volumes thématiques croisant l’histoire, les sciences, la littérature et les arts de différentes aires géoculturelles, en particulier francophones et germanophones.
Le comité de rédaction des CEG est composé de membres élus dans les universités partenaires. Ce comité est assisté dans ses missions par un comité scientifique réunissant des chercheurs français et étrangers, ainsi que par un comité de lecture accueillant de nombreux spécialistes des études germaniques en France.
Depuis janvier 2018, les Cahiers d’études germaniques existent en version numérique (à partir de n°62) disponible sur la plateforme OpenEdition Journals. Les archives de la revue (n°1 à 61) sont consultables sur le portail de diffusion Persée.

## Histoire
Créés en 1972 à l’université de Provence (Aix-Marseille I), les CEG visaient à diffuser auprès du public français et étranger les recherches en études germaniques qu’on y poursuivait. Les premiers contributeurs furent des professeurs et des doctorants de l’Université de Provence : ils publiaient les résultats de leurs travaux au sein d’un numéro annuel de type varia.
Au cours de la décennie suivante, les laboratoires de recherche en études germaniques des universités Lyon II et Nice Sophia Antipolis (1986), puis Montpellier 3 (1988), se sont associés au projet, qu’ont à leur tour rejoint en 2008 les germanistes de l’Université Toulouse 2. L’université de Nice s’en est retirée en 2013, ses chercheurs en études germaniques y demeurent cependant associés à titre individuel.
Les CEG réunissent aujourd’hui les pôles de recherche en études germaniques du Sud de la France.
Indépendante jusqu’en 2015, la publication papier est passée sous l’égide des Presses Universitaires de Provence (PUP) début 2016.
Depuis 2018, la direction de la revue est assurée conjointement par Susanne Böhmisch (Aix-Marseille Université) et Hilda Inderwildi (Université Toulouse-Jean-Jaurès). L’édition électronique, instaurée à l’initiative d’Hélène Barrière, est actuellement sous la responsabilité de Nathalie Schnitzer (Aix-Marseille Université).
Aux fondateurs de la revue, Alain Calvié et Daniel Rocher, ont succédé à la direction des CEG les germanistes Martine Dalmas (Université Paris-Sorbonne), Jacques Grandjonc, Ingrid Haag (Aix-Marseille Université), Karl Heinz Götze (Aix-Marseille Université) et Hélène Barrière (Université de Franche-Comté).

## Fonctionnement éditorial et modèle économique
Chacune des quatre universités partenaires contribue à parts égales au financement des CEG. Conformément aux origines de la publication, les appuis administratifs des CEG demeurent aixois : c’est la Maison de la Recherche de l’UFR ALLSH d’AMU qui assure actuellement la gestion financière des CEG.
La revue possède un comité de rédaction de 15 à 17 membres élus par les enseignants-chercheurs germanistes des 4 laboratoires concernés. Il s’appuie, pour l’orientation éditoriale, sur un comité scientifique international (14 membres) et, pour la sélection des textes, sur un comité de lecture dont l’assise est nationale (de 9 à 13 membres). Le comité de rédaction se réunit deux fois par an à Aix-en-Provence.
Le bureau est composé de quatre membres (un pour chaque laboratoire partenaire), auxquels s’associe depuis 2018 la responsable de l’édition électronique.
Les langues de publication sont l’allemand et le français, très rarement l’anglais. Les textes publiés sont inédits.
Ils font l’objet de deux rapports en simple aveugle, lus en comité de rédaction, et d’un troisième en cas de désaccord.
Tirée à 120 exemplaires, la revue papier est diffusée par abonnement et disponible en librairie. La publication est en libre accès sur OpenEdition Journals et fait partie, depuis janvier 2024, du Bouquet Freemium.

## Périodicité
Les CEG publient chaque année deux numéros thématiques de 200 à 300 pages. 
La revue accueille non seulement des numéros portés par les membres des quatre universités partenaires, mais aussi des volumes dirigés par des chercheurs extérieurs, français ou étrangers. Une charte des responsables de numéro définit les responsabilités liées à cet engagement.

## Une revue généraliste et ouverte
De nombreux articles émanent de chercheurs étrangers. Les travaux publiés dans la revue concernent l’ensemble des pays germanophones, y compris dans leurs relations à d’autres aires linguistiques et culturelles, notamment francophones. L’éventail chronologique va des origines à nos jours. La revue fait une grande place aux problématiques inter- et transculturelles.
À leurs débuts, les CEG accueillaient des contributions issues de tous les domaines des études germaniques, alors inventoriés sous les rubriques “civilisation, linguistique, littérature”. Ils ont conservé cette vocation généraliste. Les varia, qui étaient de rigueur dans les premières années, ont peu à peu été abandonnés à partir de 1986.
Elle est ouverte aujourd'hui à une large palette de disciplines, spécialités et approches : arts, études intermédiales, histoire, histoire des idées, linguistique, littérature, études culturelles, études de genre. En témoigne l’extension des spécialités représentées au sein des comités. En atteste également le concours, dans certains volumes, d’artistes, de philosophes, de rhétoriciens, de spécialistes des études théâtrales, de sociologues… en qualité de contributeurs ou de porteurs de numéro.
Les CEG s’adressent aux germanistes, mais aussi à tous ceux qui s’intéressent à la langue et à la culture germaniques.

## Accès numérique aux archives de la revue
- Pour l’édition papier : https://echanges.univ-amu.fr/?q=content/activites-editoriales
- Pour l’édition numérique : https://journals.openedition.org/ceg/263 (à partir de n°62) https://www.persee.fr/collection/cetge (n°1 à 61)
- Les CEG sont référencés dans les systèmes d'information suivants : Ent’revues[12], Mir@bel[13], Germanistik im Netz, Elektronische Zeitschriftenbibliothek EZB.